# Крылатовский
Крылатовский — посёлок в муниципальном округе Ревда Свердловской области России.

## Географическое положение
Посёлок Крылатовский расположен в 26 километрах (по автодороге в 32 километрах) к юго-востоку от города Ревда, на правом берегу реки Кунгурки (левого притока реки Чусовой).

## История
Посёлок был основан крестьянином Андреем Крылатковым, который обнаружил месторождение золота при выполнении сенокосных работ в 1803 году. В честь добычи первой тысячи пудов руды была изготовлена плакета из добытого из этой руды золота весом 2 фунта 27 золотников, которая была отправлена императору Александру 1. В настоящее время — центр сельской администрации посёлка Крылатовский и села Кунгурка.

## Крылатовский рудник
Добыча золота началась в 1803-м году и шла до 1810 года. В промежутке 1810—1901 гг. сведения о добыче золота не находятся. И только в 1901 году была возобновлена добыча золота.
В 1966 году было начато строительство рудника, действующего и на данный момент. В 1967 году заложили шахту под названием «Северная». А уже через год  после заложения шахты «Северная» заложили и  шахту под названием «Южная».

## Население
| 2002 | 2010 | 2021 |
| ---- | ---- | ---- |
| 317  | ↗322 | ↘294 |